# Muzeul Maritim Național din Gdańsk

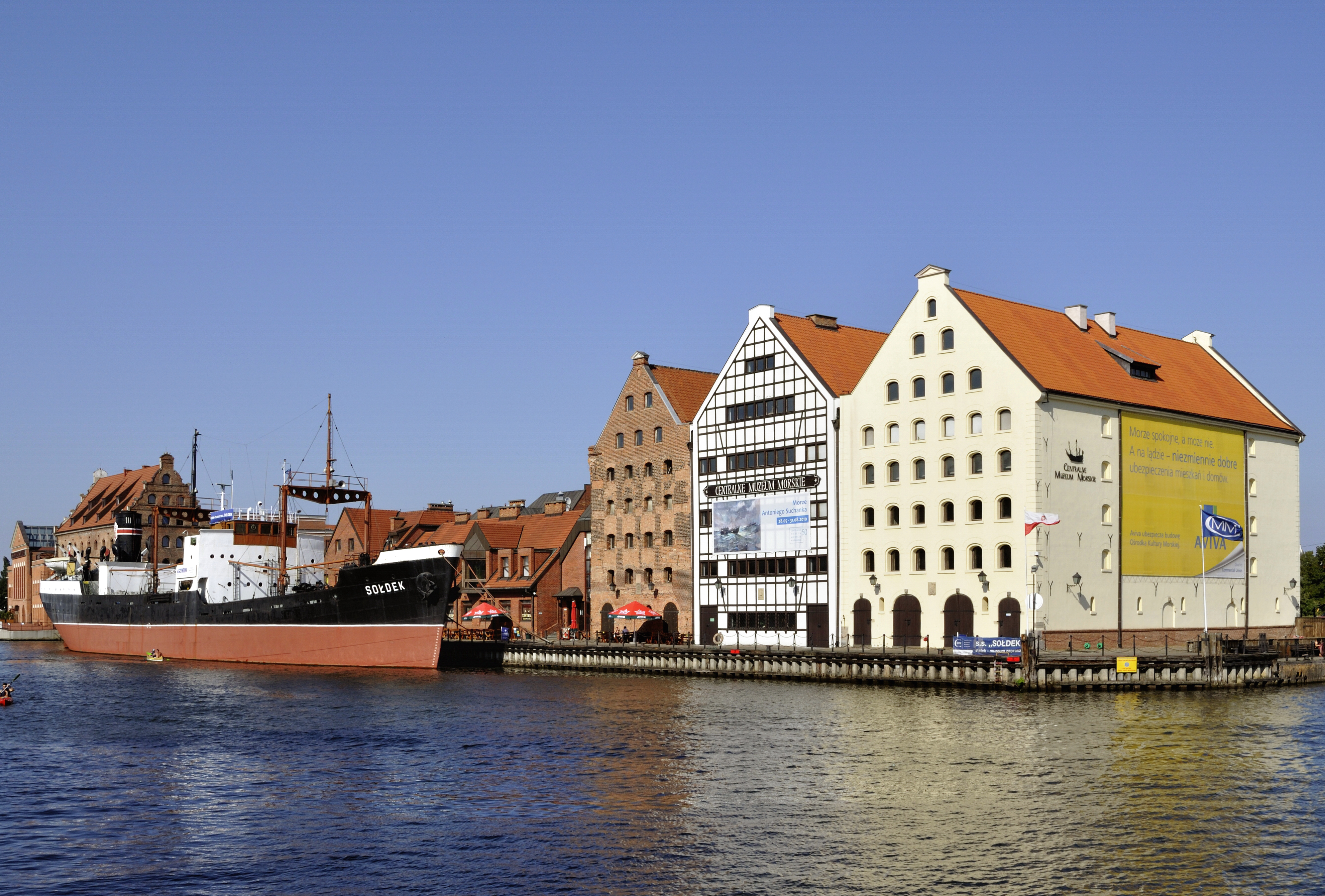
Sołdek

În Gdansk se află Muzeul Maritim Național.
Muzeul Maritim din Gdansk s-a inființat la data de 01 ianuarie 1962. 
Muzeul este dedicat colectării descoperirilor și conservării obiectelor și documentelor referitoare la transportul maritim, comerțul internațional 
cultura și tradiția pescarilor la fel ca și prezentarea istoriei Marinei Poloneze și a economiei dea-lungul anilor.
În 2016 muzeul are 9 locații,divizându-se în mai multe muzee, incluzând 2 muzee cu nave (Nava cu aburi Sołdek și nava cu vele Dar Pomorza),
3 muzee în Gdansk și celelalte în Tczew, Hel și Katy Rybackie.